# Fabiana Karla
Fabiana Karla Sousa Simões Barbosa (Recife, 30 de outubro de 1975) é uma atriz, apresentadora e humorista brasileira. Conhecida por seus trabalhos cômicos em várias plataformas, tornou-se referência do humor nacional por seus anos de trabalho no programa Zorra Total (2004–15). Fabiana é vencedora do prêmio do Los Angeles Brazilian Film Festival, além de ter recebido indicação ao Grande Otelo de Melhor Atriz Coadjuvante e duas nomeações ao prêmio Melhores do Ano.
Karla fez sua estreia como atriz no teatro amador de Recife, com estreia profissional em João e Maria, uma História Brasileira (1990). Ganhou notoriedade ao criar a personagem Lucicreide, levando-a a um festival de teatro colegial, onde venceu o prêmio de melhor atriz no Festival Arte Viva Elo, em 1991. Integrou o elenco do TAP, o Teatro de Amadores de Pernambuco. Mudou-se para o Rio de Janeiro em busca de ampliar suas oportunidades como atriz. Após gravar uma participação no programa Linha Direta, fez sua estreia nas novelas em Mulheres Apaixonadas (2003), como a empregada Célia. No entanto, foi no humorístico Zorra Total (2004–15) que se tornou nacionalmente conhecida por suas performances como as personagens Lucicreide, Gislaine e Doutora Lorca, popularizando bordões até hoje lembrados.
Nos anos recentes, tem se consagrado pela versatilidade de atuação com atuações dramática. Foi protagonista do espetáculo Gorda (2009–10), onde teve sua primeira oportunidade de explorar sua performance como atriz dramática. Ela também esteve em evidência no papel da fogosa Olga Bastos na novela Gabriela (2012). Recebeu uma indicação de Melhor Atriz Coadjuvante no Melhores do Ano por seu trabalho como a enfermeira Perséfone em Amor à Vida, que sofre gordofobia. Interpretou a vidente desastrada Madá em Verão 90. Recebeu elogios ao interpretar a poderosa empresária sertaneja Helena Maravilha na série Rensga Hits!. Fabiana também te se destacado como apresentadora nos anos recentes, com trabalhos em Se Joga (2019),  LOL: Se Rir, Já Era! (2023) e Bake Off Brasil: Mão na Massa (2024). 
No cinema, fez sua estreia no curta-metragem Marina (2003) e seu primeiro longa-metragem foi A Máquina (2005). Ela foi nomeada pela  Academia Brasileira de Cinema ao Grande Otelo de Melhor Atriz Coadjuvante por seu papel como a palhaça Tonha em O Palhaço (2011). Apesar de se destacar nas comédias  Loucas pra Casar (2015) e Tô Ryca (2016), e no infantil D.P.A. 2 - O Mistério Italiano (2018), seu primeiro papel protagonista foi Lucicreide Vai pra Marte (2021), seguidos dos papéis principais em Uma Pitada de Sorte (2022) e De Repente, Miss (2024).

## Início da vida
Nascida em 30 de outubro de 1975 em Recife, capital de Pernambuco, Fabiana Karla Sousa Simões é filha de um auditor fiscal e de uma professora. Sua vocação artística foi percebida ainda na infância, quando seu avô, Antônio Martins, já a via como uma futura artista. Ela costumava brincar na venda do avô, onde imitava os clientes, sempre com um olhar atento e criativo, o que a diferenciava das outras crianças. Desde cedo, Fabiana sentiu uma conexão forte com a arte e o humor, que ela vê como uma forma de canalizar sua energia e criatividade. Em várias ocasiões, ela refletiu sobre como a arte foi essencial para seu desenvolvimento pessoal, ajudando-a a dar direção à sua energia e imaginação.
A carreira de Fabiana começou nos palcos amadores de Pernambuco, onde se envolveu com um projeto escolar de teatro. Ela começou no teatro religioso até se inscrever no festival de teatro amador do colégio, onde teve uma de suas maiores conquistas iniciais com o prêmio de melhor atriz no Festival Arte Viva Elo, em 1991, com a personagem Lucicreide, no qual Fabiana se destacou como uma jovem promissora no cenário teatral pernambucano. Assim começaram a surgir os convites para produções locais e ingressou no TAP, o Teatro de Amadores de Pernambuco. Entre suas primeiras experiências, ela recorda em entrevistas o tempo que passou fazendo peças infantis, a interação com o público e as lembranças do camarim improvisado ou de trocas de figurino embaixo de caminhões durante as apresentações nas ladeiras de Olinda.

## Carreira

### 2001—09: Mudança para o Rio de Janeiro e ascensão na TV Globo
"[...] a minha vontade era tamanha, mas não sabia como agir. Já tinha filhos e fiquei naquele desespero de imaginar deixá-los. Eram amores diferentes, mas muito intensos. Não seria feliz sem um deles, então tinha que dar um jeito de conciliar esse amor dos filhos e esse amor à minha arte. Ser fiel àquilo"

— Karla sobre sua ida ao Rio de Janeiro em busca de uma carreira mairo.
Após seu promissor percurso no teatro amador de Recife, em 2001 mudou-se para o Rio de Janeiro em busca de melhores oportunidades de trabalho para sua carreira. Ela conta que a mudança foi repentina e seu primeiro trabalho no Rio era buscar produções teatrais cariocas para apresentá-las na sua cidade. O início na cidade nova não foi fácil e sua pretensão era ingressar nos palcos cariocas. Ao chegar no Rio, reencontrou alguns amigos de Recife que também viajaram para buscar novas oportunidades e procurou pessoas para mostrar seu trabalho. Ela então foi convidada para um teste no programa de investigação policial Linha Direta, na TV Globo, sendo esse seu primeiro trabalho na emissora.
Em 2003, Fabiana teve seu primeiro personagem em telenovelas como a empregada Célia em Mulheres Apaixonadas, de Manoel Carlos. Sua personagem trabalhava para Lorena, papel de Susana Vieira, e aos poucos foi ganhando espaço na trama desenvolvendo a personalidade de fofoqueira da personagem. Em entrevista, a atriz conta que Susana Vieira incentivava o crescimento de seu espaço na tela e Manoel Carlos foi dando mais falas para ela. Fabiana e Susana desenvolveram uma amizade ao longo da obra e a veterana a ajudava em seu início de carreira, levando-a para sua casa e até presenteando seus filhos ainda pequenos.
Depois dessas experiências, Fabiana passou a entregar currículos e abordar pessoas no Projac, estúdios da TV Globo, pedindo oportunidades de trabalho para que pudesse mostrar seu talento. Em uma dessas, encontrou com o diretor Maurício Sherman, que viria a mudar sua história de vida. Sherman a convidou para o elenco do humorístico Zorra Total em 2004, onde ela ficou amplamente conhecida por suas performances e bordões populares. A atriz permaneceu no elenco estelar da atração por mais de dez anos, encerrando sua participação apenas com o fim do programa em 2015. Ao longo desses anos na atração, Karla ficou conhecida pelas personagens Lucicreide, personagem de sua autoria, Gislaine, destacando-se com o bordão "Isso pode!", Dra. Lorca e muitos outros, tornando-se referência nacional como humorista.
Concomitantemente, desenvolveu projetos paralelos ao Zorra Total. No cinema, fez sua estreia no premiado filme de fantasia A Máquina, dirigido por João Falcão em 2005, no papel de Nazaré, atuando ao lado de Paulo Autran, Mariana Ximenes e Vladimir Brichta. Em 2006, foi dirigida por Moacyr Góes na comédia Trair e Coçar É só Começar, adaptação da peça homônima de Marcos Caruso, um dos maiores sucessos de público no Brasil. No filme, que tem Adriana Esteves no papel central, ela interpretou a empregada doméstica Zefinha, uma das amigas da protagonista. Ainda nesse ano, destaca-se no filme infantil Xuxa Gêmeas, de Jorge Fernando, no papel de uma enfermeira. No teatro, protagoniza a peça Balaio de Gatos, de Marcello Caridade, uma comédia romântico onde atua ao lado de Leandro Damatta. A peça conta as confusões em que se metem dois tipos comuns ao tentarem se passar por outras pessoas. Fez uma participação especial em um episódio do seriado A Grande Família (2007).

### 2010—19: Reconhecimento profissional

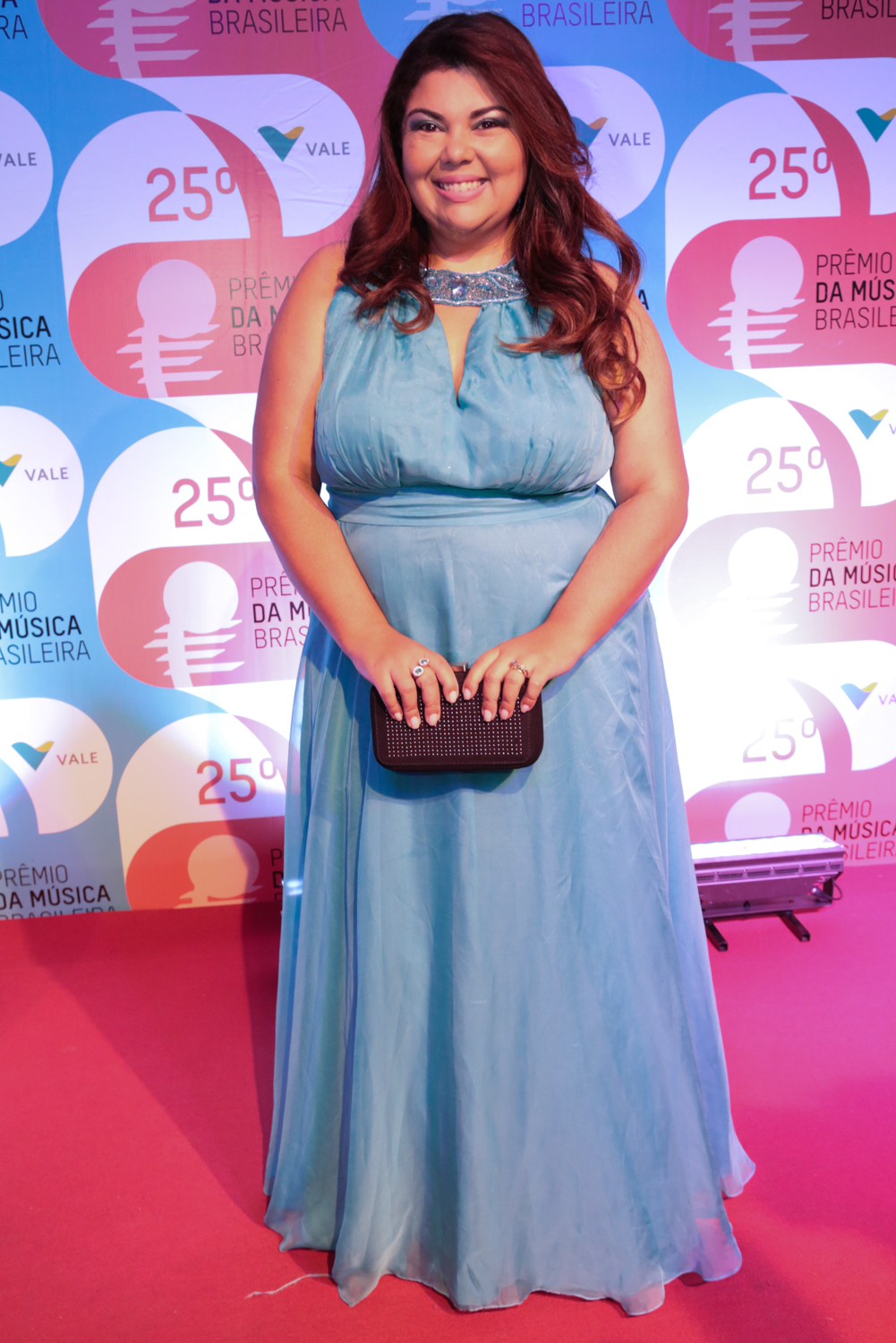
Fabiana no Prêmio da Música Brasileira, em 2014.

Em 2010, teve sua grande chance no teatro estrelando a comédia dramática Gorda, de Neil LaBute. A peça narra a história de Helena, uma jovem gordinha e segura de si, que começa a enfrentar preconceito ao iniciar um relacionamento com o charmoso Tony (Michel Bercovitch). O primeiro contato de Fabiana Karla com o texto de LaBute aconteceu em Buenos Aires, cerca de um ano antes. Ela estava na fila para assistir à montagem local de Hairspray quando se deparou com o anúncio da peça Gorda, que imediatamente chamou sua atenção. A atriz ficou empolgada ao ver o cartaz da produção e até tirou uma foto ao lado dele, imitando a personagem representada na imagem. Ela logo decidiu que queria montar a peça no Brasil, mas, ao retornar ao país, descobriu que os direitos autorais já haviam sido adquiridos por outra equipe. Curiosamente, os produtores que compraram os direitos do texto pensaram em Fabiana como a atriz perfeita para o papel principal. Fabiana brincou sobre o destino que parecia estar traçado para ela, dizendo que não nasceu para interpretar Helena, personagem de Manoel Carlos, mas sim a Helena de LaBute. A direção da peça ficou a cargo do argentino Daniel Veronese, que também havia assinado a direção da montagem original, que estava em cartaz em Buenos Aires há cerca de um ano e meio.
Em 2011, vive um grande momento no cinema com o filme O Palhaço, dirigido e estrelado por Selton Mello. O filme acompanha dois palhaços que trabalham num circo mambembe, de propriedade deles, durante os anos 70. Quando um deles decide deixar o grupo, todos ao seu redor têm suas vidas abaladas, incluindo a personagem de Karla. Por sua performance no filme, recebeu a indicação da Academia Brasileira de Cinema ao Grande Otelo de Melhor Atriz Coadjuvante.
Em 2012, volta às telenovelas após nove anos em Gabriela, remake da obra homônima de 1975, assinado por Walcyr Carrasco. Na trama, interpreta a fogosa e abastada Olga Bastos, casa com Tonico Bastos (Marcelo Serrado). Neste ano, volta aos palcos estrelando e produzindo a peça A Vida de Rosa, onde ela interpreta a protagonista Rosa, uma professora de classe média com uma vida cotidiana que sonha em viver um grande amor. Na peça, ela encontra um viajante sedutor e enigmático (Leandro da Matta), que a leva a se apaixonar e a transformar sua maneira de encarar a vida e a morte. No ano seguinte, retorna ao cinema interpreta Maria Antonieta na comédia Casa da Mãe Joana 2, sendo dirigida por Hugo Carvana.
Em 2013, trabalha novamente com Walcyr Carrasco na novela Amor à Vida. Fabiana interpreta a enfermeira Perséfone, uma mulher sonhadora e romântica, virgem, que nunca chegou a amar de fato alguém até encontrar Daniel (Rodrigo Andrade), com quem se casa e perde a virgindade, mas enfrenta o preconceito por ser gorda. Em 2013, lançou seu primeiro livro infantil: O Rapto do Galo. Em 2014, estrelou o espetáculo musical Nessa Mesa de Bar, onde mostrou sua versatilidade como artista cantando sucessos do cantor pernambucano Reginaldo Rossi. Em 2015, com o fim do Zorra Total, foi logo escalada para o elenco da atração Zorra, um reformulação do programa anterior, onde permaneceu no elenco por dois anos. Nesse ano, ainda apareceu nos filmes de comédia Meus Dois Amores, de Luiz Henrique Rios, e Loucas pra Casar, de Roberto Santucci.
Em 2015, integrou no elenco da nova Escolinha do Professor Raimundo, interpretando Dona Cacilda, vivida originalmente por Cláudia Jimenez, participando das seis temporadas do programa, até 2020. Protagonizou o sitcom Tomara que Caia, uma mistura de humorístico popular e game show, com interação do público através de votação e improviso do elenco. O programa recebeu inúmeras críticas e foi cancelado em sua primeira temporada.
Intensificou suas participações em filmes de comédia nos anos seguintes. A atriz esteve no elenco de Tô Ryca (2016), no papel da advogada Marlene, que ajuda a protagonista Selminha (Samantha Schmütz) e no filme Altas Expectativas (2017), onde realizou uma participação especial como uma taxista desbocada. Estreou como diretora rodando o documentário O Caso Dionísio Diaz, o qual foi gravado no Uruguai e conta a história verídica de Dionísio Diaz, um menino uruguaio de 9 anos, que presenciou a chacina na família. Ganhou o prêmio de Melhor Documentário no Los Angeles Brazilian Film Festival. Esteve ainda nos filmes Crô em Família (2018), D.P.A. 2 - O Mistério Italiano (2018) e Os Parças 2 (2019).
Fabiana fez participações nos seriados Mister Brau (2017) e Malhação: Vidas Brasileiras (2018), e também esteve no elenco da primeira temporada do reality show Popstar (2017), da TV Globo, onde diversos artistas apresentavam-se musicalmente em uma competição. Em 2018, no Multishow, estrelou o seriado de comédia Dra. Darci, ao lado de Tom Cavalcante, onde interpretam um casal muito bem humorado e atípico. Em 2019, retorna às novelas em Verão 90, de Izabel de Oliveira e Paula Amaral, no papel de Madá, uma vidente canastrona e desastrada. No mesmo ano, estreia como apresentadora no programa Se Joga, ao lado de Fernanda Gentil e Érico Brás. O programa que trazia jogos com famosos, notícias jornalísticas, notícias sobre celebridades, e diversos quadros, em uma mistura que foi criticada pela imprensa pela falta de foco e descrita como "sem identidade".

### 2020—presente:Lucicreide Vai pra Martee projetos recentes

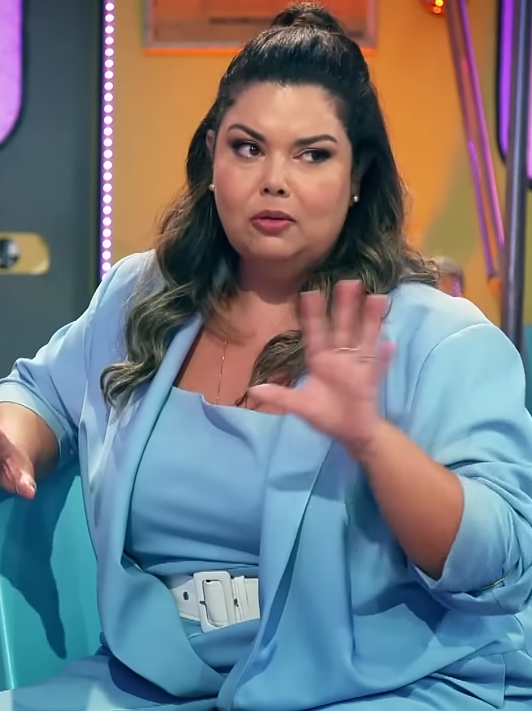
Fabiana em 2022 durante entrevista.

Em 2020, aparece em uma participação especial na comédia De Perto Ela Não É Normal, projeto dirigido por Cininha de Paula, que trouxe Suzana Pires no papel principal e participações especiais de diversas atrizes. Em 2021, vive sua primeira protagonista no cinema revivendo sua icônica personagem Lucicreide em Lucicreide Vai pra Marte, dirigida por Rodrigo César. e gravando na sede da NASA No filme, Lucicreide vive um caos em casa com a chegada de sua sogra, que, após ser despejada, passa a morar com ela. Abandonada pelo marido e enfrentando dificuldades para cuidar dos cinco filhos, Lucicreide só pensa em fugir de sua rotina. Quando Tavinho, filho de seus patrões, a inscreve em um projeto para levar o primeiro homem à Marte, ela aceita participar, mesmo sem entender o que é uma viagem espacial.
Em 2022, é convidada para um dos papéis centrais da série Rensga Hits!, do Globoplay, ao lado de Alice Wegmann, Lorena Comparato e Deborah Secco. A trama, ambientada em Goiânia, tem como trama principal a indústria da música sertaneja. Ela interpreta Helena Maravilha, uma empresária de sucesso da música sertaneja, uma mulher efusiva e poderosa. Ela é a principal rival de Marlene (Deborah Secco) no mercado. Em 2024, gravou a segunda temporada da série Rensga Hits!, onde se revela que, na verdade, personagens Helena e Marlene viveram um romance no passado e agora podem reviver essa paixão.
Em 2022, após encerrar seu contrato fixo com a TV Globo, grava a segunda temporada da série Central de Bicos, no Multishow, como a diarista afetada Meg Maçaneta. Sua personagem é irmã de Kellen (Marisa Orth), que, após se separar, decide mudar de vida e aceita um emprego em uma fábrica têxtil na China. Com a ausência de Kellen, Meg surge para reivindicar a casa, que já está sendo usada como escritório da Central de Bicos de Paulinho Gogó (Maurício Manfrini) e Manteiguinha (Babu Santana). Ainda em 2022, volta a protagonizar um filme em Uma Pitada de Sorte, dirigido por Pedro Antonio, onde ela interpreta a sonhadora Pérola, uma animadora de festas infantis que sonha se tornar chef de cozinha. Surge como jurada convidada no reality show Caravana das Drags (2023), no Prime Video, durante o episódio "Abalando em Fortaleza". Ainda no Prime Video, apresentou a terceira temporada do reality show humorístico LOL: Se Rir, Já Era! (2023), ao lado de Tom Cavalcante, e estrelou a comédia natalina O Primeiro Natal do Mundo (2023) com Lázaro Ramos e Ingrid Guimarães, sendo elogiada pela performance carismática como a vilã Silvana, uma empresária megalomaníaca.
Em 2024, protagoniza o filme de comédia De Repente, Miss ao lado de Giulia Benite sob a direção de Hsu Chien. Filmado em Fortaleza, o filme acompanha Mônica (Fabiana Karla), que abandonou sua carreira promissora na publicidade para se dedicar aos filhos. Aos 40 anos, ela se sente infeliz e questiona suas escolhas de vida. Sua crise é agravada pelo distanciamento da filha adolescente, Luiza (Giulia Benite), uma influenciadora digital em ascensão. No mesmo ano, é contratada pelo SBT para ser apresentadora do programa culinário Bake Off Brasil: Mão na Massa, exibido pelo canal e também em parceria com a Max e Discovery Home & Health. Fabiana atuou no episódio "A Batalha das Sobrancelhas" do seriado 5X Comédia, no Prime Video.

## Vida pessoal

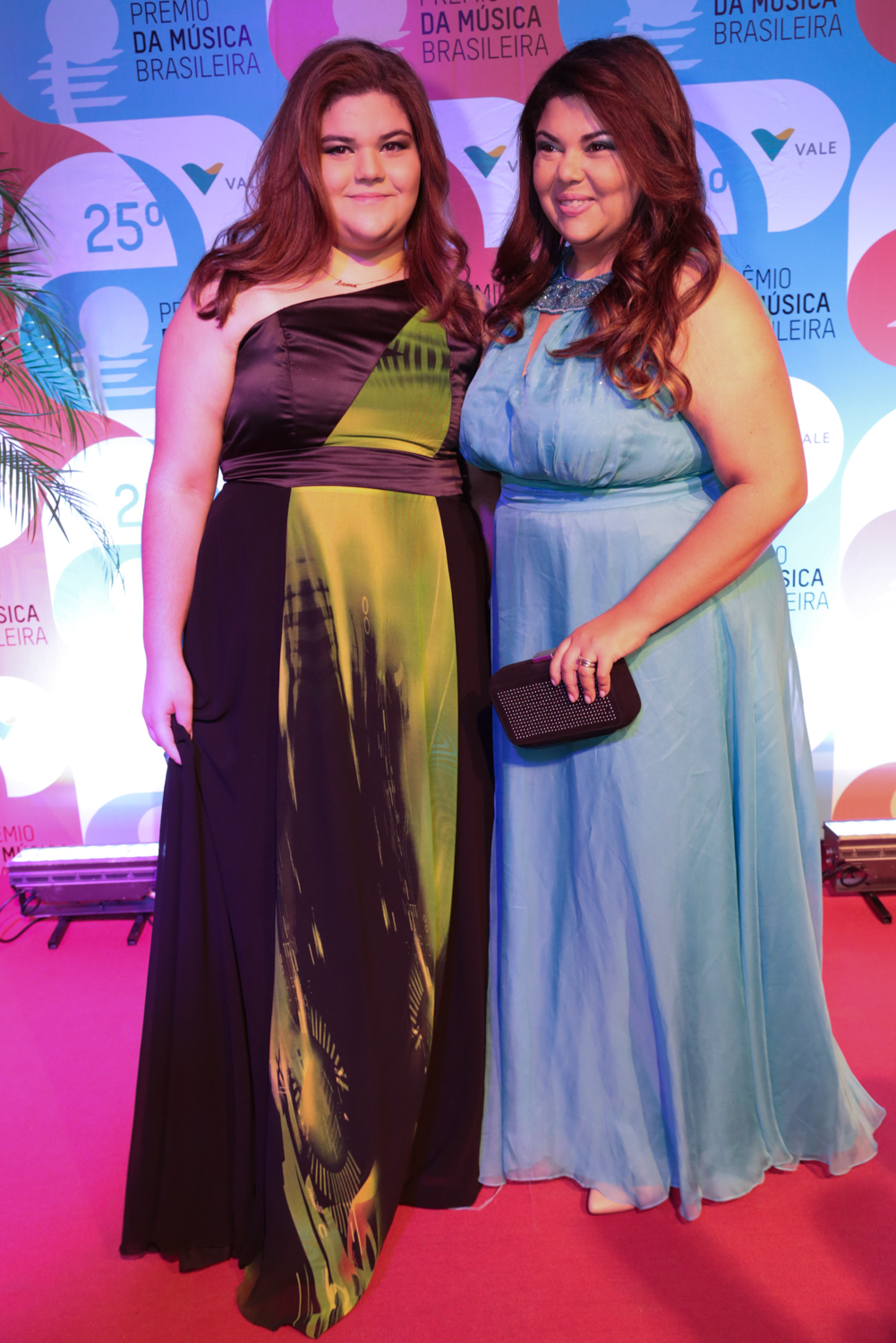
Fabiana ao lado de sua filha mais velha, Beatriz, em 2014.

Batizada na igreja católica, em entrevista para O Dia, em 2019, ela disse ser uma pessoa que acredita no amor, tendo maior identificação com a fé e com o mundo espiritual do que com uma religião propriamente dita. Em agosto de 2015, enquanto seguia para um evento com auxílio de aplicativo de navegação automotiva (GPS), a atriz passou pela comunidade do Caramujo e teve seu carro cercado por criminosos armados que não a reconheceram e disparam contra o veículo. A atriz estava acompanhada de sua mãe e seu então marido, e conseguiram escapar rapidamente.
Fabiana é envolvida em diversos projetos sociais, sobretudo na sua cidade natal. Em Recife, a atriz esteve envolvida em projetos de desenvolvimento sustentável para pequenas comunidades, promovidos pelas startups Ecotelhado e Giral, além de apoiar o Grupo de Ajuda à Criança Carente com Câncer. Em 24 de junho de 2018, recebeu em Perúgia, na Itália, a Palma de Ouro de Assis em homenagem ao seu trabalho social em Recife. Ela recebeu o título de Embaixadora da Paz para o Brasil, distinção concedida pela Confederação Internacional dos Cavaleiros da Paz, com sede em Assis, na Itália.
Em 2022, Fabiana foi diagnosticada com TDAH, condição que resulta em hiperatividade e dificuldade de atenção. Em entrevistas, a atriz revelou que buscou tratamento com especialista ao perceber que a doença estava dificultando suas tarefas em casa e no trabalho. Em março de 2024, a atriz, durante sua participação no podcast Diaz On, comandado por Carla Diaz, disse que a obesidade é uma doença crônica em sua vida e optou por conviver bem com ela para não se submeter a cirurgias.

### Relacionamentos
Ela é mãe de três filhos, Beatriz Rossetti, Laura Simões e Samuel Filho, frutos de relacionamentos anteriores. Em 2017, a atriz iniciou um relacionamento com Diogo Mello, com que se casou em 2019. Em dezembro de 2021, Fabiana Karla anunciou o fim de seu casamento. Após um mês, em janeiro de 2022, ela reatou seu casamento com Diogo.

## Teatro
| Ano     | Título                                | Papel           | Nota(s)               |
| ------- | ------------------------------------- | --------------- | --------------------- |
| 1990    | João e Maria, uma História Brasileira | Edilene Verde   |                       |
| 2006    | Balaio de Gatos                       | Adelina         |                       |
| 2007    | Hoje me chamo Dinorá                  | Marta           |                       |
| 2009    | Decameron                             | Gleusa Portílio |                       |
| 2009–10 | Gorda                                 | Helena          |                       |
| 2012–13 | A Vida em Rosa                        | Rosa            | Também como produtora |
| 2014–15 | Nessa Mesa de Bar                     | Alice           |                       |

## Filmografia

### Televisão
| Ano     | Título                          | Papel                                                        | Nota                                   |
| ------- | ------------------------------- | ------------------------------------------------------------ | -------------------------------------- |
| 2003    | Mulheres Apaixonadas            | Célia                                                        |                                        |
| 2004–15 | Zorra Total                     | Lucicreide / Gislaine/ Doutora Lorca / Fabi Amaranto / Búnia | [ 47 ]                                 |
| 2005    | Domingão do Faustão             | Participante (5º Lugar)                                      | Dança dos Famosos Temporada 1          |
| 2007    | A Grande Família                | Doralice                                                     | Episódio: "O Pai de Júlio"             |
| 2012    | Gabriela                        | Olga Bastos                                                  |                                        |
| 2013-14 | Amor à Vida                     | Perséfone Fortino                                            |                                        |
| 2014    | As Canalhas                     | Carolina                                                     | Episódio: "Danielle"                   |
| 2015    | Tomara que Caia                 | Vários personagens                                           |                                        |
| 2015–17 | Zorra                           | Vários personagens                                           |                                        |
| 2015–21 | Escolinha do Professor Raimundo | Dona Cacilda                                                 |                                        |
| 2017    | Mister Brau                     | Priscila                                                     | Episódio: "12"                         |
| 2017    | Popstar                         | Participante (7º lugar)                                      | Temporada 1                            |
| 2018-19 | Malhação: Vidas Brasileiras     | Penha da Paz                                                 |                                        |
| 2018–20 | Dra. Darci                      | Cíntia                                                       |                                        |
| 2019    | Verão 90                        | Madalena Sampaio (Madá) / Freda Mercúrio                     |                                        |
| 2019–20 | Se Joga                         | Apresentadora                                                |                                        |
| 2020    | Arraiá em Casa                  | Apresentadora                                                |                                        |
| 2021    | Falas Femininas                 | Apresentadora                                                | [ 54 ] [ 55 ]                          |
| 2022–24 | Rensga Hits!                    | Helena Maravilha/ Francinéia de Souza                        |                                        |
| 2022–23 | Central de Bicos                | Meg Maçaneta                                                 |                                        |
| 2023    | Caravana das Drags              | Jurada Convidada                                             | Episódio: "Abalando em Fortaleza"      |
| 2023    | LOL: Se Rir, Já Era!            | Apresentadora                                                | [ 57 ]                                 |
| 2024    | Bake Off Brasil: Mão na Massa   | Apresentadora                                                | [ 58 ]                                 |
| 2024    | 5x Comédia                      | Cândida dos Santos                                           | Episódio: "A Batalha das Sobrancelhas" |
| 2025    | Vídeo Show                      | Ela mesma / Capitāo Gay                                      | Especial 60 anos                       |

### Cinema
| Ano  | Título                          | Papel                                        | Notas                      |
| ---- | ------------------------------- | -------------------------------------------- | -------------------------- |
| 2003 | Marina                          | Luli                                         | Curta-metragem             |
| 2005 | A Máquina                       | Dona Nazaré                                  |                            |
| 2006 | Trair e Coçar É Só Começar      | Zefinha                                      |                            |
| 2006 | Xuxa Gêmeas                     | A Enfermeira                                 |                            |
| 2011 | O Palhaço                       | Tonha                                        |                            |
| 2013 | Casa da Mãe Joana 2             | Maria Antônia Josefa Joana (Maria Antonieta) |                            |
| 2015 | Meus Dois Amores                | Tomázia                                      |                            |
| 2015 | Loucas pra Casar                | Dolores                                      |                            |
| 2016 | O Caso Dionisio Díaz            | Ela Mesma                                    | Como diretora e roteirista |
| 2016 | Tô Ryca                         | Marilene                                     |                            |
| 2017 | Altas Expectativas              | Taxista                                      |                            |
| 2018 | Crô em Família                  | Jurema                                       |                            |
| 2018 | D.P.A. 2 - O Mistério Italiano  | Mínima Buongusto                             |                            |
| 2019 | Os Parças 2                     | Arrumadeira                                  |                            |
| 2020 | De Perto Ela Não É Normal       | Fabiana                                      |                            |
| 2021 | Lucicreide Vai pra Marte        | Lucicreide                                   |                            |
| 2022 | Uma Pitada de Sorte             | Pérola                                       |                            |
| 2023 | O Primeiro Natal do Mundo       | Silvana                                      |                            |
| 2024 | De Repente, Miss                | Mônica                                       |                            |
| 2025 | Câncer com Ascendente em Virgem | Dircinha                                     |                            |

## Prêmios e indicações
| Ano  | Associações                         | Categoria                                             | Nomeações                | Resultado | Ref.   |
| ---- | ----------------------------------- | ----------------------------------------------------- | ------------------------ | --------- | ------ |
| 1991 | Festival Arte Viva Elo              | Melhor Atriz                                          | Lucicreide               | Venceu    | [ 65 ] |
| 2006 | Prêmio Bennett Mulher               | Destaque do Ano — Melhor Atriz em Televisão           | Zorra Total              | Venceu    | [ 66 ] |
| 2008 | Prêmio Globo de Melhores do Ano     | Melhor Comediante ou Humorista                        | Zorra Total              | Indicado  |        |
| 2011 | Prêmio Master de Qualidade          | Melhor Atriz de Programa Humorístico                  | Zorra Total              | Venceu    |        |
| 2011 | Grande Prêmio do Cinema Brasileiro  | Melhor Atriz Coadjuvante                              | O Palhaço                | Indicado  | [ 67 ] |
| 2013 | Prêmio Globo de Melhores do Ano     | Melhor Atriz Coadjuvante                              | Amor à Vida              | Indicado  | [ 68 ] |
| 2016 | Los Angeles Brazilian Film Festival | Melhor Longa-Metragem Documentário (com Chico Amorim) | O Caso Dionísio Diaz     | Venceu    | [ 69 ] |
| 2022 | Festival Sesc Melhores Filmes       | Melhor Atriz Nacional                                 | Lucicreide Vai pra Marte | Indicado  | [ 70 ] |
| 2023 | Festival Sesc Melhores Filmes       | Melhor Atriz Nacional                                 | Uma Pitada de Sorte      | Indicado  | [ 71 ] |